# Orthion subsessile
Orthion subsessile är en violväxtart som först beskrevs av Paul Carpenter Standley, och fick sitt nu gällande namn av Paul Carpenter Standley och Steyerm.. Orthion subsessile ingår i släktet Orthion och familjen violväxter. Inga underarter finns listade i Catalogue of Life.